# Bank komórek macierzystych
Bank komórek macierzystych – zakład biotechnologiczny zajmujący się przechowywaniem dorosłych komórek macierzystych pobieranych typowo z krwi pępowinowej.
Ze względu na pochodzenie wyróżnia się dwa typy komórek macierzystych:
- zarodkowe komórki macierzyste
- somatyczne komórki macierzyste (dorosłe komórki macierzyste)

Ze względu na teoretyczne możliwości przekształcania się komórek macierzystych w szeroką gamę innych komórek istnieje duże zainteresowanie związane z używaniem ich do przeszczepień. Wiele potencjalnych zastosowań jest nadal w sferze badań, choć istnieją już procedury medyczne wykorzystujące komórki macierzyste, na przykład do przeszczepienia szpiku u chorych na białaczkę.
W celu stworzenia zasobów komórek macierzystych na potrzeby procedur medycznych powstały banki komórek macierzystych mające za zadanie ich konserwację i przechowywanie. Wyróżnia się dwa typy banków komórek macierzystych: publiczne i prywatne.
W publicznym banku komórek macierzystych, finansowanym ze środków publicznych, każdy ma dostęp do zgromadzonych tam komórek macierzystych, jednakże tylko komórki macierzyste z wysokim stopniem zgodności HLA między dawcą i biorcą mogą zostać użyte do przeszczepu. W prywatnym banku komórek macierzystych, finansowanym przez ich klientów, klient może przechowywać własne komórki macierzyste i sam decydować o ich wykorzystaniu.
Istnieją wątpliwości dotyczące celowości przechowywania komórek macierzystych na potrzeby własne w bankach rodzinnych. Zwolennicy, argumentują, że jest to jedyny sposób na całkowite wyeliminowanie ryzyka odrzutu przeszczepu i ich lepszą akceptację przez organizm. Przeciwnicy wskazują na słabsze właściwości terapeutyczne komórek, ryzyko istnienia czynnika chorobowego w tychże komórkach, a także ich zbyt małą ilość w krwi pępowinowej. Istnieją osobne wskazania do przeszczepień autogenicznych (własnych) i allogenicznych (od obcego dawcy) komórek macierzystych, a także odmienna skuteczność.
Całkowity koszt zaspokojenia potrzeb całej populacji jest znacząco niższy w przypadku banków publicznych, które poprzez parowanie dawcy i biorcy z całej populacji umożliwiają statystyczne podejście do problemu, wymagającego znacznie mniejszych zasobów finansowych na populacje.
W związku z wysokim kosztem przechowywania komórek w niskich temperaturach, jest to bardzo istotny czynnik decydujący o tym, iż prywatne bankowanie komórek macierzystych zostało zabronione w niektórych krajach lub zasoby banków prywatnych są traktowane jako publiczne.
W Polsce istnieje sześć publicznych banków komórek macierzystych z krwi pępowinowej, których działalność jest znacząco ograniczona poprzez brak finansowania z budżetu państwa. Istnieje dostęp do zasobów banków na całym świecie, za opłatą w wysokości średnio 20 000 euro. Dodatkowo większość banków prywatnych prowadzi również banki publiczne. Największą liczbę porcji krwi zgłosił do Poltransplantu (rejestr centralny) Polski Bank Komórek Macierzystych.